# Massacre de Mountain Meadows

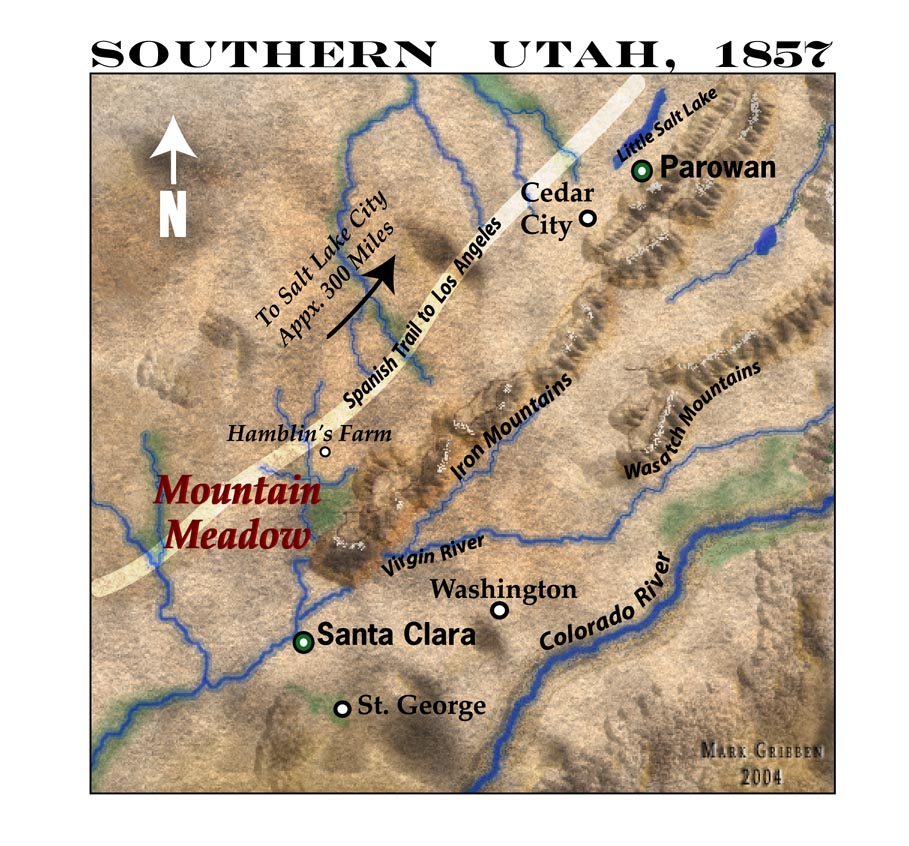
Mapa amb el punt de Mountain Meadows al sud-est de Utah per on passava l'anomenat Trajecte Espanyol (Spanish Trail) en direcció a Nevada i Califòrnia.

La Massacre de Mountain Meadows fou un fet ocorregut l'11 de setembre de 1857 a l'actual estat de Utah als Estats Units d'Amèrica en el qual uns de 120 homes, dones i nens pioners van ser assassinats a sang freda al seu pas pel llavors territori de Utah. El testimoniatge jurat de James Lynch el 1859 declara que hi havia 140 víctimes assassinades a sang freda. El superintendent Indi Jacob Forney va declarar que unes 115 persones van ser assassinades. El monument erigit el 1932 declara que la companyia va consistir d'uns 140 emigrants i que tots amb excepció de 17 nens van ser morts. El monument erigit el 1900 té un llistat de 82 víctimes identificades per investigacions dels descendents dels supervivents. Mountain Meadows queda localitzat a uns 500 km (300 milles) al sud de Salt Lake City i era un dels llocs freqüentats per emigrants dels Estats Units en direcció a Califòrnia.

## Els migrants
A mitjans de 1857, un grup d'unes 40 famílies es van unir sota el lideratge d'Alexander Fancherper per travessar l'oest dels Estats Units des del seu estat natal d'Arkansas en direcció al sud de l'estat de Califòrnia. Van triar la seua travessia per la Spanish Trail (trajecte espanyol) tot i que passava pel territori de Utah. En aquests moments, Salt Lake City s'havia convertit en un dels punts de proveïment més importants en el curs cap Califòrnia.
Tot i que el grup d'emigrants pioners estava ben equipat i organitzat, van acampar en el Territori de Utah per aprovisionar-se i per esperar els endarrerits. Habitat per mormons en l'exili, el territori de Utah estava en eixe any en situació de tan gran preocupació per la seguretat que havien declarat un estat de setge. En entrar el grup o "Companyia de Fancher" com se'ls va anomenar, a Utah, van trobar hostilitat de part dels residents mormons, en particular pel fet de venir acompanyats del populatxo anomenat "Gats Salvatges de Missouri" amb el propòsit d'instigar en contra dels religiosos.